# Saicireta
Saicireta is een geslacht van wantsen uit de familie van de Reduviidae (Roofwantsen). Het geslacht werd voor het eerst wetenschappelijk beschreven door Melo & Coscarón in 2005.

## Soorten
Het genus bevat de volgende soort:

- Saicireta correntina Melo & Coscarón, 2005